# Европейски комитет по стандартизация
Европейският комитет за стандартизация (на френски: Comité Européen de Normalisation; на английски: European Committee for Standardization; на немски: Europäisches Komitee für Normung), условно означение CEN, е международна организация с нестопанска цел със седалище в Брюксел, създадена през 1961 г.

## Цели на CEN
Основната цел на CEN е съдействието за развитието на търговията със стоки и услуги чрез разработване на европейски стандарти (наричани понякога неправилно „евронорми“). Други цели на организацията са:
- еднообразно прилагане в страните-членки на CEN на международните стандарти ISO и IEC;
- сътрудничество с всички европейски организации по стандартизация;
- предоставяне на услуги по сертификация за съответствие с европейски стандарти.

### Членове на CEN
Участието в дейността на организацията е в 3 степени според вида на членството:
- пълноправни членове – 33 страни:
  - всички страни-членки на ЕС)[1];
  - 3 страни-членки на ЕАСТ (EFTA) – Исландия, Норвегия, Швейцария;
  - Турция и Македония.
- сдружени (присъединени) членове – 17 страни от Европа, Азия и Африка[2];
- партньори – Австралия, Монголия и Киргизстан[3].

### Прилагане на европейските стандарти
Европейските стандарти се приемат в триезична версия (едновременно на английски, френски и немски език) и се означават с EN. Документи само с такова означение обаче не се издават и не се разпространяват. Всяка страна-членка, след като въведе (одобри за прилагане в страната) съответния европейски стандарт, прибавя пред означението своите инициали, и едва след това документът става достъпен за обществено ползване. По този начин европейските стандарти съществуват само под формата на национални. Така например европейският стандарт EN 25 се прилага в Европа като UNI EN 25 (в Италия), DIN EN 25 (в Германия), БДС EN 25 (в България), NF EN 25 (във Франция) и т.н. Страните-членки могат да въведат стандарта или на един от трите официални езика на CEN, или чрез превод на собствения си език (като националните организации по стандартизация поемат отговорността за качеството на превода). На същия принцип се въвеждат и другите международни стандарти, напр. международният стандарт ISO 9001 се прилага в Европа като UNI EN ISO 9001, DIN EN ISO 9001 и т.н.